# 2-甲基戊烷
2-甲基戊烷是一种支链烷烃，又稱做異己烷，具有分子式C6H14。它可由4-甲基-2-戊酮的催化加氢反应制得。

## 化学性质
2-甲基戊烷和三氟化钴在360 °C可以反应，生成以全氟-2-甲基戊烷为主的全氟烃。